# Чимеуеви
Чимеуеви су староседелачки народ Северне Америке. У време контакта са белцима почетком 19. века насељавали су исток пустиње Мохаве. Чимеуеви су јутоастечки народ, који са блиско сродним Јужним Пајутима од којих воде порекло, Јутима и Каваисуима чине јужнонумичку подгрупу нумичке групе јутоастечких народа. Говоре чимеуевским дијалектом јутско-јужнопајутско-чимеуевског језика или дијалекатског континуума, који припада нумичкој грани јутоастечких језика. Овим језиком се говори на простору од југоисточне Калифорније до Колорада. Поред чимеуевског, дијалекти су му још и јужнопајутски и јутски.
Данас су организовани у неколико федерално признатих племена: 1) Чимеуевско индијанско племе чимеуевског резервата; 2) Племе двадесетдевет палми, калифорнијских Индијанаца са мисија; и 3) Индијанска племена са реке Колорадо (Чимеуеви, Мохаве, Хопи и Навахо). Неки Чимеуеви су регистровани и као припадници других индијанских група као што је Племе Моронго Индијанаца са мисија (већина припадника „племена” су Серанои и Кавије, али има и Купењоа, Луисењоа и Чимеуевија) или неколико племена Кавија народа. Према попису становништва 2010. Чимеуевија је у САД било 834 (када се укључе и људи мешаног порекла 1.201).

## Име
Име Чимеуеви је највероватније јуманског порекла. Први пут га је забележио Гарсес који је за то име чуо од својих мохавских водича 1776. Не зна се тачно значење речи, али постоје преводи, као на пример „они који се стално крећу”, „птица тркачица” и „они који нешто раде са рибом”. Према једној верзији превода из квечанског језика, име Чимеуеви значи „нос у вис као птица тркачица”." Име којим Чимеуеви називају сами себе је Нувуву што значи људи или Тантаватс што значи јужњаци.

## Популација
Према извештају индијанског агента популација Чимеуевија је 1875. била 350. Према процени Алфреда Кроубера на основу података пописа становништва САД, Чимеуевија је 1910. било 355. Према подацима пописа становништва САД, Чимеуевија је 2010. било 834 (када се укључе и људи мешаног порекла 1.201).

## Историја
Чимеуеви су чинили једно племе са Лас Вегас племеном Јужних Пајута, временом су развили посебан идентитет у оквиру те групе. Након што су Чимеуеви истребили Пустињске Мохаве, највероватније крајем 18. века, они су се одвојили од племена Лас Вегас Јужних Пајута и населили територију коју су раније насељавали Пустињски Мохави. Након контакта са белцима почетком 19. века насељавали су источни део пустиње Мохаве, а касније су населили долину Чимеуеви која се налази уз реку Колорадо у јужној Калифорнији.
Пре контакта са белцима били су номадски народ ловци-сакупљачи, живели су у малим групама због мањка ресурса у пустињском окружењу. Према Каробет Лерд њихова традиционална територија се простирала од реке Колорадо на истоку до планина Техачапи на западу и од ширег подручја Лас Вегаса и Долине смрти на северу до планина Сан Бернандино и Сан Габријел на југу.
Повремено су Чимеуеви заједно са Мохавима и Квечанима (Јумама) ратовали против Кокопа и Халчидома, а понекад и против Мохава. Веома су ретко ратовали против Квечана (Јума), на чијој територији су ловили јелене. Највероватније су посредством Квечана (Јума) дошли до коња и паса. Чимеуеви су били под културним утицајем Мохава од којих су прихватили земљорадњу и узгој одређених биљних врста, израду одређених врста грнчарије и слично.
Крајем 18. и почетком 19. века након оснивања шпанских насеља у Новом Мексику и јужној Калифорнији, живот Чимеуевија почиње да се мења. Средином 19. века на територију Чимеуевија се насељавају амерички насељеници трагачи за златом и трговци. Између 1850-их и раних 1870-их Чимеуеви су нападали насеља америчких рудара у северној Аризони и Американце који су путовали јужно калифорнијским пустињским стазама. Истовремено су Чимеуеви ратовали и против Моахава све до 1871.
Влада САД је 1874. основала резерват за индијанска племена са реке Колорадо, међутим због чињенице да су на резервату живели и Мохави, Чимеуеви су годинама одбијали да се на њега населе. Тек је један број њих насељен на њега крајем 19. и почетком 20. века, Чимеуеви су радије живели на својој традиционалној територији. Током рата између Чимеуевија и Мохавеа 1865-1871 део Чимеуевија је избегао на територију Кавија у близини Банинга и Серана на резерват 29 палми. Резерват Чимеуеви на коме је насељена већина припадника народа је основан 1907. у долини Чимеуеви на реци Колорадо северно од града Паркера.